# Куйворы
Ку́йворы (фин. Sakrovo, Ylä-Kalttina) — деревня в Колтушском городском поселении Всеволожского района Ленинградской области.

## Название
Название деревни происходит от финского «куйваранта» (фин. kuivaranta) — сухой берег.

## История
Деревня упоминается в церковных регистрационных книгах Колтушского лютеранского прихода начиная с 1745 года.
Первое картографическое упоминание — селение Кувере на карте Санкт-Петербургской губернии Я. Ф. Шмидта 1770 года.
Затем как деревня Куйвара она обозначена на «карте окружности Санкт-Петербурга» 1810 года.

КУЙВАРА — деревня, принадлежит ротмистру Александру Чоглокову, жителей 25 м. п., 36 ж. п. (1838 год)

На карте Ф. Ф. Шуберта 1844 года она упоминается как деревня Куйвора.
В 1849 году на этнографической карте Санкт-Петербургской губернии П. И. Кёппена она обозначена как деревня «Sagrowa», расположенная в ареале расселения савакотов. В пояснительном тексте к этнографической карте она записана как деревня Sagrowa (Калтинская Пустошь и Куйвара), население которой по состоянию на 1848 год составляли: савакоты — 54 м. п., 72 ж. п., финляндские карелы — 21 м. п., 13 ж. п., всего 160 человек.

КУЙВАРА — деревня г. Чоглокова, по просёлкам, дворов 9, жителей 30 м. п. (1856 год)

Число жителей деревни по X-ой ревизии 1857 года: 36 м. п., 34 ж. п..
На Плане генерального межевания Шлиссельбургского уезда, упоминается как деревня Куивора.
В 1860 году деревня Куйвары насчитывала 14 дворов. 

КУЙВОРА — деревня владельческая, при колодцах; 11 дворов, жителей 35 м. п., 34 ж. п. (1862 год)

Согласно подворной переписи 1882 года в деревне Куйверо проживали 18 семей, число жителей: 53 м. п., 57 ж. п., все лютеране, разряд крестьян — собственники, а также пришлого населения 1 семья (1 м. п., 1 ж. п.).

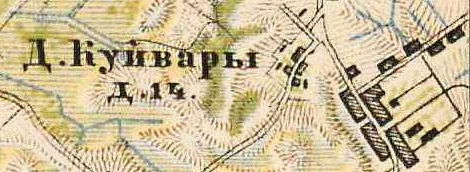
План деревни Куйворы. 1885 год

В 1885 году в деревне Куйвары насчитывалось 14 дворов. По данным Материалов по статистике народного хозяйства в Шлиссельбургском уезде 1885 года, 15 крестьянских дворов в деревне Куйверо (или 83 % всех дворов), занимались молочным животноводством, 6 крестьянских дворов (или 33 % всех дворов), выращивали на продажу смородину, крыжовник, малину и яблоки.
В 1893 году, согласно карте Шлиссельбургского уезда, деревня насчитывала 21 крестьянский двор.

КУЙВАРЫ (ШАГРОВО) (КУЙВОРЫ) — деревня на земле Оровского сельского общества, при просёлочной дороге; 17 дворов, 46 м. п., 47 ж. п., всего 93 чел. (1896 год)

В 1897 году в деревне открылась земская школа. Учителем в ней работал выпускник семинарии Павел Хуттер.
В конце XIX — начале XX века деревня административно относилась к Колтушской волости 2-го стана Шлиссельбургского уезда Санкт-Петербургской губернии. Население деревни было однородным — финским.
В 1909 году в деревне был 21 двор.

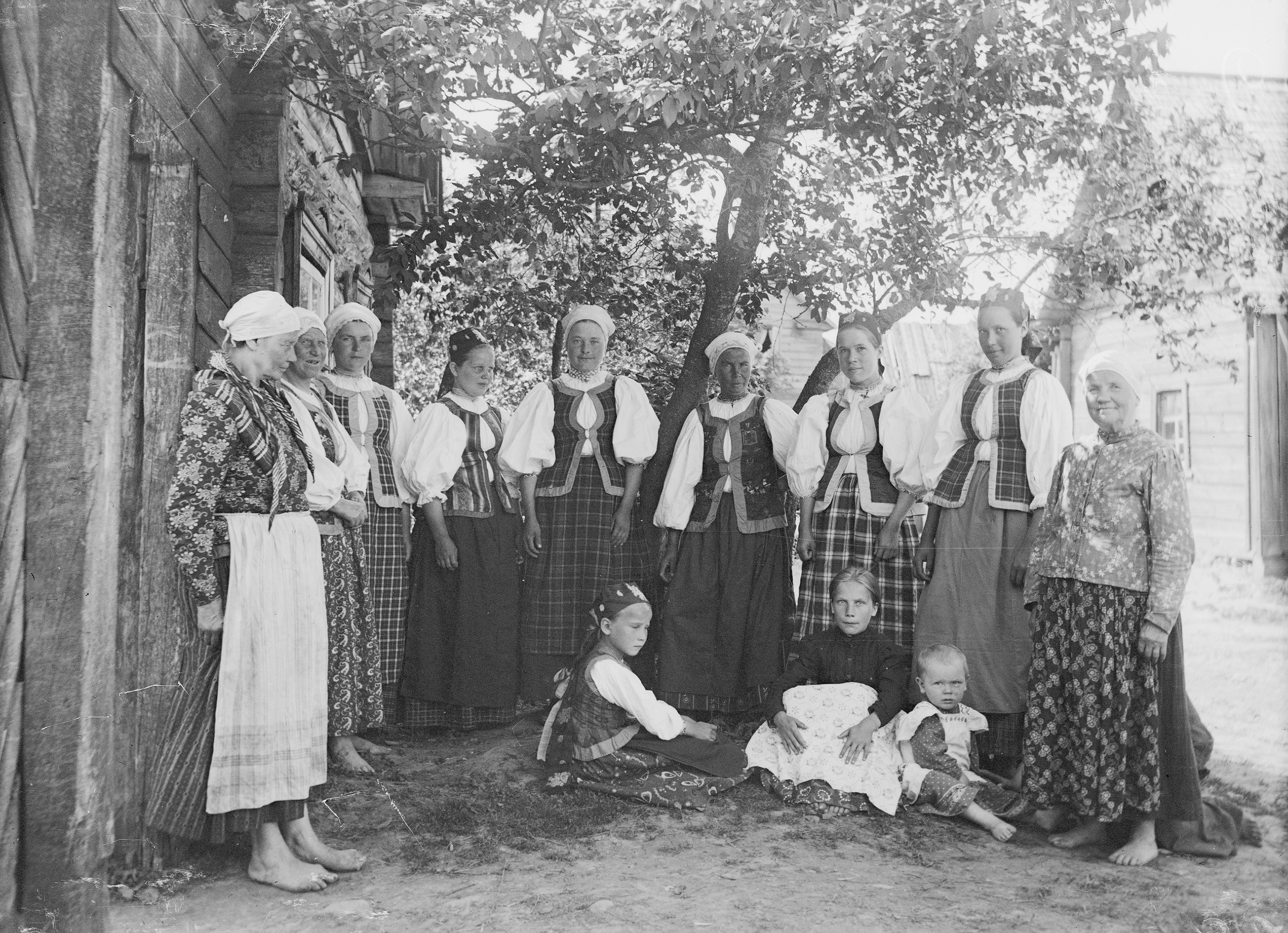
Ингерманландки-савакоты в национальной одежде. Деревня Куйворы. 1911 год

КУЙВОРЫ — деревня Куйворовского сельсовета Ленинской волости, 32 хозяйства, 150 душ.
 
Из них: финнов-ингерманландцев — 31 хозяйство, 149 душ; финнов-суоми — 1 хозяйство, 1 душа. (1926 год)

В том же 1926 году был организован Куйворовский финский национальный сельсовет, население которого составляли: финны — 656, русские — 316, другие нац. меньшинства — 14 человек.
По данным переписи населения 1926 года в Куйворовский сельсовет входили: деревни Кальтино Верхнее, Кальтино Нижнее, Кальтинская Пустошь, Куйворы, Озерки, Озерки II-е, Орово и Старая Пустошь; хутора Дом Отдыха и Холмы.
По административным данным 1933 года к нему относились деревни: Куйворы, Орово, Красная Горка, Подгорное, 1-е Озерки, 2-е Озерки, Старая Пустошь и Верхнее Кальтино, общее население которых составляло 1033 человека.
В 1938 году население деревни составляло 166 человек, все финны.
Национальный сельсовет был ликвидирован весной 1939 года.

КУЙВОРЫ — деревня Колтушского сельсовета, 185 чел. (1939 год)

С 14 апреля 1939 года по 20 марта 1959 года деревня входила в состав Красногорского сельсовета.

План деревни Куйворы. 1939 год

В 1940 году деревня насчитывала 17 дворов, в деревне находился сельсовет.
До 1942 года — место компактного проживания ингерманландских финнов.
В 1958 году население деревни составляло 284 человека.
По данным 1966, 1973 и 1990 годов деревня Куйворы входила в состав Колтушского сельсовета.
В 1997 году в деревне проживали 62 человека, в 2002 году — 71 человек (русских — 96%), в 2007 году — 97.

## География
Куйворы расположены в юго-западной части района на Колтушской возвышенности на автодороге 41К-078 (Санкт-Петербург — Всеволожск).
Расстояние до административного центра поселения — 3 км.
Расстояние до ближайшей железнодорожной платформы Всеволожская — 5 км.
Находится смежно с деревнями Кальтино (к югу) и Красная Горка (к северу).

## Демография
| 1862 | 2007 | 2010 | 2017 |
| ---- | ---- | ---- | ---- |
| 69   | ↗97  | ↘94  | ↘65  |

Национальный состав
Согласно данным Всероссийской переписи населения 2021 года в деревне проживали 109 человек, из них:
 русские — 67, таджики — 1, татары — 1, украинцы — 1, остальные национальность не указали.

## Административное подчинение
- с 1 марта 1917 года — в Куйворовском сельсовете Колтушской волости Шлиссельбургского уезда.
- с 1 февраля 1923 года — в Куйворовском сельсовете Ленинской волости Ленинградского уезда.
- с 1 августа 1927 года — в Куйворовском сельсовете Ленинского района Ленинградского округа.
- с 1 июля 1930 года — в Куйворовском сельсовете Ленинградского Пригородного района.
- с 1 августа 1934 года — в Колтушском сельсовете
- с 1 августа 1936 года — в Красногорском сельсовете Всеволожского района
- с 1 марта 1959 года — в Колтушском сельсовете[33].

## Инфраструктура
Деревня закреплена за МОУ «Колтушская средняя общеобразовательная школа им. ак. И. П. Павлова».
Рядом с деревней проходит ЛЭП Всеволожск — Токкари (ПС 294).